# Turnê Saulo ao Vivo
Turnê Saulo ao Vivo é a primeira turnê em carreira solo do cantor brasileiro Saulo Fernandes. A estreia da turnê aconteceu no dia 30 de abril de 2014 na capital do Rio de Janeiro.

## Repertório
1. Raiz de Todo Bem
2. Preta
3. Singela Bruta
4. Azamoa
5. Planta na Cabeça
6. Niuma
7. Só Por Ti / Anjo
8. Zóio Teu
9. União
10. Esquadros
11. O Mundo Estava em Guerra Mas Aqui Era Carnaval
12. Ginga do Reggae
13. Bárbaro Doce Negro (Incidental: Tudo Certo na Bahia)
14. Rua 15
15. Vú
16. Terra de Curumim
17. Circulou
18. Lado B Lado A / Faraó Divindade do Egito / Uma História de Ifá (Elegibô) / Protesto do Olodum / Ilê Aiyê (Mundo Negro)
19. Anunciação
20. Ai Que Saudade D'ocê / Beija Flor
21. Encontro Marcado
22. Não Precisa Mudar / Miragem
23. Chame Gente
24. Acarajé tem Dendê
25. Toneladas de Desejo
26. Vú / Agradecer